# Vor Tids Kvinder
Vor Tids Kvinder (originaltitel Broken Barriers) er en amerikansk stumfilm fra 1924 af Reginald Barker.

## Medvirkende
- James Kirkwood som Ward Trenton
- Norma Shearer som Grace Durland
- Adolphe Menjou som Tommy Kemp
- Mae Busch som Irene Kirby
- George Fawcett som Mr. Durland
- Margaret McWade som Mrs. Durland
- Robert Agnew som Bobbie Durland
- Ruth Stonehouse som Ethel Durland
- Robert Frazer som John Moore